# NGC 7548
NGC 7548 (другие обозначения — PGC 70826, UGC 12455, MCG 4-54-36, ZWG 475.50, IRAS23127+2459) — линзообразная галактика (SB0) в созвездии Пегас.
Этот объект входит в число перечисленных в оригинальной редакции «Нового общего каталога».